# Quartinia kozlovi
Quartinia kozlovi (лат.) — вид цветочных ос (Masarinae) рода Quartinia семейства настоящих ос (Vespidae). Монголия. Новый вид назван в честь Петра Кузьмича Козлова (1863—1935), известного русского и советского путешественника и исследователя Центральной Азии, собравшего голотип в 1909 году.

## Описание
Мелкие осы (около 3 мм) желтовато-коричневого цвета. Вид уникален среди других центральноазиатских представителей рода Quartinia тем, что у него наружный край тегулы не развит позади округло-острого заднего конца, а задний конец не развит медиально-апикально, полностью тусклые лоб и скутум с выраженной сетчатой микроскульптурой между макропунктурами и преимущественно жёлтая окраска. Окраска преимущественно жёлтая, за исключением следующих частей тела: сложный глаз и оцеллии тёмные, проплевра и нижняя часть вентрального мезэпистерна коричневые, дорсальная сторона булавы усиков, большое пятно на лбу, вентральная сторона переднеспинки, большая часть скутума, большая часть вентрального мезэпистерна, мезэпимера, метаплевра, боковая поверхность проподеума и базальные части тергита брюшка светло-красновато-коричневые до рыжеватых. Крылья прозрачные; жилки и претостигма коричневато-жёлтые.